# Платон (Артем'юк)
Плато́н (Артемю́к) (18 червня 1891 — 5 серпня 1951, Торонто) — український священник, єпископ УАПЦ, громадський і просвітянський діяч.

## Життєпис
Платон закінчив Біло-Підлаську вчительську семінарію в 1910 році. Потім він працював учителем 3 роки, перш ніж вступити до учительського інституту у Вільнюсі, нині столиця Литви. Він закінчив навчання в 1916 році, під час Першої світової війни.
У 1916 р. його евакуювали до Самари, де призвали до царської армії. Після закінчення війни в 1918 році він відновив викладання.
Одружився з Таїсою Артеміюк, разом з якою мали троє дітей. У 1920-ті та 1930-ті роки він був активним діячем «Просвіти». З О. Стороженком він створив приватну школу в Бресті (тепер Брест, Білорусь). Був організатором навчальних курсів для дорослих, хорової музики та театру.
Архімандрит Платон (Артемюк) 2 серпня 1942 року в Києві у Андріївській церкві висвячений єпископами Никанором і Мстиславом на єпископа Заславського.
Хіротонізований на єпископа Рівненського, вікарія Рівненської єпархії УАПЦ митрополитом Полікарпом (Сікорським).
У Рівному єпископ УАПЦ Платон (очевидно, не без узгодження з митрополитом Полікарпом) організовує нелегальні курси військових священиків — задля перебування останніх в загонах українських партизанів (по узгодженні з головнокомандувачем УПА Дмитром Клячківським офіційно запроваджений інститут польового духовенства). Німецькі архівні джерела повідомляють про похорон «двох стрільців при участі військовиків та військового священика»[джерело?]
Займав активну позицію по захисту своєї пастви — на Волині відрізняється УАПЦ. Письмово й усно викладє засудження знищення німцями і польськими шуцманами всього населення села Ремель та спалення живцем жителів села Малин. Загалом, 43 священники УАПЦ були розстріляні, інші спалені живцем з жителями сіл, де вели пастирську працю.
Розуміючи всю небезпеку, о. Платон наголосив, що ні єпископ, ані духовенство не мають в такому часі впливу на повстанський рух — позаяк спричиняє його власне німецька адміністрація, яка налаштовує проти себе українців. Того ж дня відбувається розмова з керівником політичного відділу Краузе — той звинуватив Автокефальну церкву у співпраці із повстанцями, завваживши, що Автономна церква є лояльніша до нацистської влади. Власне по тому Платон запитав, чи довго ще протягнеться в часі розрив офіційних стосунків генерал-комісара та митрополита-адміністратора УАПЦ, почув відповідь: тільки тоді, коли автокефальне духовенство перегляне свої погляди на співпрацю з німецькою владою — тобто, припинити усілякі стосунки з повстанцями.
На початку серпня 1943 року у соборі Святого Володимира, як тоді називався храм, відбулася відправа за участю керуючого Рівненсько-Кременецькою єпархією владики Платона (Артемюка), що зібрала більше п'яти тисяч віруючих. 8 серпня 1943 року церкву намагалися захопити священники-москвофіли на чолі з заславським благочинним-автономістом о. Михайлом Семенюком, однак парафіяни стали на заваді здійсненню їхнього задуму
При наближенні радянських військ виїздить, згодом добирається до Канади.

Сидять зліва направо: архієп. Канадійський Михаїл Хороший, архієп. Уманський Ігор Губа, митр. Полікарп Сікорський, архієп. Олександр Іноземців, архієп. Никанор Абрамович, єп. Мстислав Скрипник, єп. Сильвестр Гаївський. Стоять зліва направо: єп. Платон Артемюк, проф. Власовський, архієп. Геннадій Шиприкевич, єп. Володимир Малець, протопресвітер Д.Бурко і духовенство. Кінець 1940-х

Був єпископом Української канадської церкви (Ukrainian Greek-Orthodox Church in Canada).
В часі обрання митрополита Іларіона (Огієнка) головою УГКЦ в Канаді, яке відбулося 8 серпня 1951 року, він був намічений кандидатом на правлячого єпископа, одначе помер за декілька днів до надзвичайного собору.

## Вшанування
Волинська духовна семінарія проводить вечори, присвячені його світлій пам'яті.